# Вечорниці (фільм)
Вечорниці — радянський художній телефільм 1985 року, знятий студією «Укртелефільм».
Фільм вперше транслювався в УРСР у 1985 році на УТ-1 з українським дубляжем від Укртелефільм.

## Сюжет
Телефільм за мотивами класичних українських водевілів. Четверо друзів вирушають до парку розваг, де виявляють незвичайний атракціон, який працює як машина часу і переносить усіх охочих в минуле, в сюжети старих водевілів…

## У ролях
- Інна Капінос — Орися
- Людмила Боєвчук — Горпина
- Галина Кієшко — Хивря
- Наталія Чорна — Гапка
- Андрій Баса — Тарас
- Олег Шуран — Олег
- Сергій Озіряний — Микола
- Вадим Тупчій — Степан
- Микола Шутько — Кукса, батько п'ятьох дочок
- Жанна Карпач — Уляна
- Олег Драч — Антон, наречений Уляни
- Богдан Ступка — Финтик, писар
- Ніна Ільїна — Приська
- Людмила Лобза — Риндочка, суперниця Приськи
- Борислав Брондуков — майстер, він же солдат (озвучив Анатолій Юрченко)
- Богдан Бенюк — Вася, помічник майстра
- Валентина Зимня — Явдоха
- Лесь Сердюк — Михайло, чоловік Тетяни
- Тетяна Мітрушина — Тетяна, дружина Михайла
- Іван Матвєєв — дід Сава

## Знімальна група
- Режисер — Юрій Суярко
- Сценаристи — Юрій Янкевич, Юрій Суярко
- Оператор — Олег Андрусенко
- Композитор — Мирослав Скорик
- Художник — Віталій Ясько